# Matthew Gibson
Matthew Lewis Gibson (Lymm, 2 settembre 1996) è un ex ciclista su strada e pistard britannico Su pista è stato campione europeo di inseguimento a squadre nel 2015.

## Palmarès

### Strada
- 2014 (Juniores)

2ª tappa, 1ª semitappa Corsa della Pace Juniores (Třebenice, cronometro)
- 2018 (JLT-Condor, quattro vittorie)

3ª tappa New Zealand Cycle Classic (Masterton > Martinborough)
6ª tappa Tour de Normandie (Granville > La Haye)
5ª tappa Tour du Loir-et-Cher (Blois > Blois)
5ª tappa Tour de l'Avenir (Beaugency > Levroux)
- 2019 (Burgos-BH, una vittoria)

13ª tappa Tour of Qinghai Lake (Yinchuan > Yinchuan)
- 2022 (WiV SunGod, una vittoria)

1ª tappa, 2ª semitappa Olympia's Tour (Hardenberg > Hardenberg)

#### Altri successi
- 2014 (Juniores)

Prologo Junior Tour of Wales
- 2018 (JLT-Condor)

Classifica a punti Tour de Normandie
Tour Series, Round 2 (Motherwell)
Classifica a punti Tour Series
Bristol Grand Prix
Stockton Grand Prix
Classifica generale Elite Circuit Series

### Pista
- 2013

International Junior Track Meeting, Inseguimento individuale (Apeldoorn)
Campionati britannici, Chilometro Junior
Campionati britannici, Inseguimento individuale Junior
- 2014

Campionati britannici, Inseguimento individuale Junior
Sei giorni di Gand Under-23, (con Chris Lawless)
- 2015

Campionati europei, Inseguimento a squadre Under-23 (con Germain Burton, Christopher Latham e Oliver Wood)
Campionati europei, Scratch Under-23
Revolution Series #1, Inseguimento individuale (Derby)
Campionati europei, Inseguimento a squadre (con Steven Burke, Jonathan Dibben, Owain Doull, Andrew Tennant e Bradley Wiggins)
- 2018

Revolution Series - Champs league #3, Corsa a punti (Manchester)

## Piazzamenti

### Competizioni mondiali
- Campionati del mondo su pista

Glasgow 2013 - Inseguimento individuale Junior: 4º
Glasgow 2013 - Americana Junior: 8º
Saint-Quentin-en-Yvelines 2015 - Scratch: 6º
- Campionati del mondo su strada

Toscana 2013 - Cronometro Junior: 5º
Toscana 2013 - In linea Junior: 115º
Ponferrada 2014 - Cronometro Junior: 10º
Ponferrada 2014 - In linea Junior: 67º

### Competizioni europee
- Campionati europei su pista

Anadia 2014 - Inseguimento a squadre Junior: 2º
Anadia 2014 - Inseguimento individuale Junior: 4º
Anadia 2014 - Omnium Junior: 5º
Anadia 2014 - Americana Junior: 8º
Atene 2015 - Inseguimento a squadre Under-23: vincitore
Atene 2015 - Scratch Under-23: vincitore
Atene 2015 - Americana Under-23: 12º
Grenchen 2015 - Inseguimento a squadre: vincitore
Grenchen 2015 - Scratch: 8º
Grenchen 2015 - Inseguimento individuale: 17º
Montichiari 2016 - Inseguimento individuale Under-23: 10º